# Julius I
Julius I, född i Rom, död där 12 april 352, var påve från den 6 februari 337 till sin död, den 12 april 352. Helgon med festdag 12 april.

## Biografi
Julius var född i Rom och var son till en man vid namn Rustics. Julius intog påvestolen efter en för fredstid osedvanligt lång sedisvakans om fyra månader, den 6 februari 337. Han uppförde flera nya kyrkor, och två basilikor: Santa Maria in Trastevere och Basilica Julia. Från och med Julius tid började kyrkan föra kataloger över helgonens festdagar; Filocalus romerska festkalender tillkom år 336.
Julius pontifikat är framför allt förknippat med kampen mot arianismen, en strid i vilken han tog parti för Athanasius. När Konstantin den stores son Konstantin II, guvernör av Gallien, försökte återuppsätta Athanasius på biskopsstolen i Alexandria, möttes detta av stort motstånd av arianerna i Egypten som skickade sändebud till Julius för att godkänna deras tidigare avsättning. Även Athanasius lät dock skicka legater för sin räkning, med brev från biskoparna av Egypten, och när hans sändebud ankom till Rom lämnade många av de arianska sändebuden staden, återstoden tillkallades av Julius. De arianska sändebuden bad då påven att han skulle hålla en stor synod för att avgöra frågan.
Sålunda lät Julius kalla till synod i Rom hösten 340 eller 341, som leddes av honom själv. Efter lång och ingående utredning, beslutade synoden att återinsätta Athanasius och Marcellus av Ancyra, som också avsatts av arianerna, i deras biskopsämbeten. Eusebius arianska falang hade dock vägrat att närvara vid synoden, men kejsarna Constans och Konstantin II ställde sig gemensamt bakom synodbeslutet, och lät kalla till Sardicasynoden i nuvarande Sofia, Bulgarien, som skulle bli så viktigt för det påvliga primatets utveckling.
Mötet hölls hösten 342 eller 343. Från Rom skickade Julius sändebuden Archidamus, Filoxenus och diakonen Leo, men den arianska falangen vägrade återigen att närvara. Trots det senare slutförde synoden sin uppgift. Där reglerades avsättningar av biskopar genom paragraferna iii, iv, och v som fastslår att påven skulle ha den högsta jurisdiktionsrätten vid alla biskopsärenden som inbegrep anklagelser om ovärdighet och påföljande avsättningar. Vid synoden avsattes två arianska biskopar, och beslutet från synoden i Rom förnyades.
Trots synodens beslut återinsatte inte Constantius II Athanasius på biskopsstolen förrän den rivaliserande biskopen avlidit 346. Det finns ett brev bevarat av Julius från när han gratulerar församlingen i Alexandria för att den store pastorn Athanasius återvänt till dem. Han återinsatte senare de två arianska biskoparna sedan de omvänt sig.
Under tiden som Athanasius befann sig i exil i Rom, kom Rom i kontakt med det egyptiska klosterväsendets, särskilt ökenfädernas, traditioner. Snart fanns flera eremiter i Roms utkanter.
Julius avled den 12 april 352, och begravdes först i Calepodius katakomber vid Via Aurelia, men flyttades senare till basilikan Santa Maria in Trastevere som han hade låtit bygga.